# Scornicești
Scornicești – miasto w Rumunii, w okręgu Aluta. Liczy 14 tys. mieszkańców (2006).
W Scornicești urodził się i mieszkał do 11. roku życia Nicolae Ceaușescu.